# Tidsresa

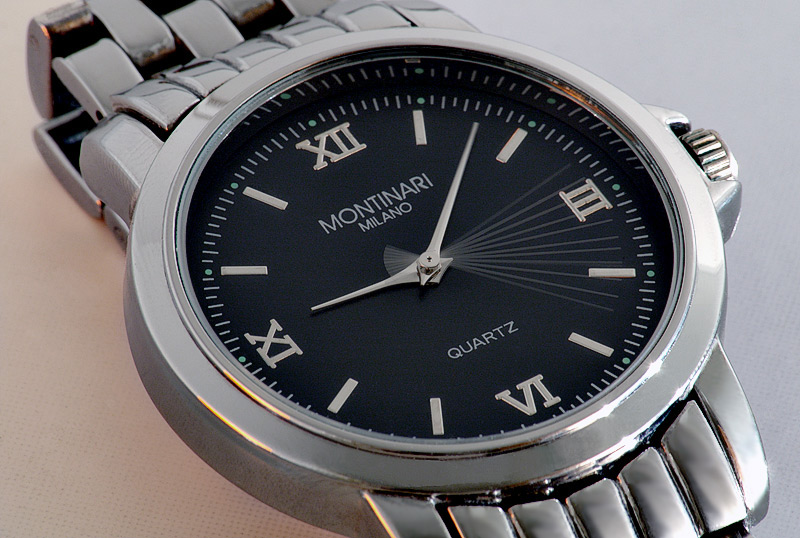
Kan man dra tillbaka tiden?

En tidsresa är en förflyttning framåt eller bakåt i tiden (oftast bakåt) utöver det som upplevs som normalt tidsflöde. Tidsresor är ett vanligt tema inom science fiction-genren.
Om tidsresor i någon intressant mening är möjliga eller inte är fortfarande omstritt inom forskarvärlden. Tidsresor framåt i tiden är egentligen oproblematiskt, till framtiden kommer vi genom att bara sitta och vänta, och det är väl belagt att väntetiden kan förkortas genom till exempel tidsdilatation i enlighet med Einsteins speciella relativitetsteori. Det som är problematiskt och kontroversiellt är om det går att resa bakåt i tiden.
Den allmänna relativitetsteorin tillåter i princip tidsresor även bakåt, såtillvida att Einsteins ekvationer har lösningar som innehåller färdvägar till forntiden. Det är omstritt huruvida dessa lösningar är fysiskt realistiska.
Dock tror många forskare att det alltid finns något i universum, som förhindrar att paradoxer uppkommer. Annars skulle universum, enligt många forskare[källa behövs], falla ihop i kaos. Därför tror man att tidsresor bakåt i tiden är omöjliga.[källa behövs]

Feynmandiagram med virtuella partiklar, som antingen kan tolkas som att en elektron och en positron båda rör sig framåt tiden (uppåt i diagrammet), eller som att en ensam elektron rör sig "runt" i tiden, framåt till vänster och bakåt till höger.

Inom kvantfältteori kan vissa processer beskrivas i Feynmandiagram med virtuella partiklar som under extremt korta tidrymder rör sig bakåt i tiden. Antimateria som rör sig framåt i tiden blir i teorin ekvivalent med vanlig materia som rör sig bakåt i tiden. Även här är det oklart om detta kan tolkas som fysiskt realistiska rörelser.
Om tidsresor bakåt är möjliga för större entiteter, är det i så fall möjligt att förändra nutiden, till exempel förhindra olyckor, genom att resa bakåt och manipulera historiska händelser?  
Bakåtresor ger upphov till logiska paradoxer, och många forskare betraktar detta som bevis nog för att tidsresor är omöjliga.[källa behövs]

## Farfarsparadoxen
En vanlig frågeställning när det rör tidsresor, är ifall det är möjligt att resa tillbaka i tiden och döda sin egen farfar, innan ens pappa blivit till. Om man lyckas, innebär det att man har förhindrat sin egen födelse, vilket i sin tur innebär att man aldrig kan göra tidsresan och därmed inte kan döda sin farfar.
Om tidsresor är möjliga, så skulle man behöva åka tillbaka i tiden till det exakta datum som man nuvarande lever i, eftersom jorden roterar kring solen vilket innebär att den alltid befinner sig på olika platser. Om man mot förmodan åkte tillbaka i tiden till ett annat datum skulle man bara befinna sig i det tomma bakom som pryder rymden.

## Föräldralösparadoxen
Föräldralösparadoxen ("bootstrap paradox" på engelska) handlar om att tidsresan gör så att någonting finns, utan att detta har ett ursprung. Det kan handla både om människor, idéer, eller föremål.
Om en man antas uppnå den ultimata Oidipus-drömmen – att åka tillbaka i en tidsmaskin, träffa sin mamma, göra henne med barn, och bli på så vis sin egen far!  Var kommer då ens kromosomer ifrån? Detta scenario, drivet till sin spets, behandlas till exempel i Heinleins novell All you Zombies. Eller att anta att någon bygger sig en tidsmaskin utifrån ritningar som kommit i ett anonymt brev. Tidsmaskinen använder denne någon till att åka tillbaka i tiden och skicka ritningarna i ett anonymt brev till sitt yngre jag. Vem ritade ursprungligen ritningarna?

## Berättelser om tidsresor

### Kända böcker
- Robert A. Heinlein, Dörren till sommaren
- Isaac Asimov, Tidens död
- H.G. Wells, Tidmaskinen
- Mark Twain, En yankee vid kung Arthurs hov
- Dan Barry, Flash Gordon
- William Ritt, Clarence Gray, Paul Norris, Brick Bradford (Tom Trick)

### Kända filmer
- The Butterfly Effect
- Deja Vu
- Donnie Darko
- Jag älskar dig, jag älskar dig
- Minutemen
- Måndag hela veckan
- Paycheck
- Slipstream
- Teenage Mutant Hero Turtles III
- Terminatorserien
- Tillbaka till framtiden
- Timecop
- De 12 apornas armé

### Kända TV-serier
- Argai
- Continuum
- Dark
- Ducktales
- Futurama
- DC's Legends of Tomorrow
- Doctor Who
- The Flash
- Timeless
- Lost
- Outlander
- Seven Days
- Star Trek
- Stargate SG-1
- Steins;Gate
- Terra Nova
- Time Trax
- The Time Tunnel
- Vintergatan 5b
- The Umbrella Academy

### Kända dator- och TV-spel
- The Legend of Zelda: Ocarina of Time
- Chrono Trigger
- Red Alert-serien i Command & Conquer
- Teenage Mutant Ninja Turtles: Turtles in Time (1991)